# 篠ノ井町
篠ノ井町（しののいまち）は長野県更級郡にあった町。現在の長野市篠ノ井布施五明・篠ノ井布施高田にあたる。篠ノ井市は1959年に新設合併で発足した別の自治体である。本項では町制前の名称である布施村（ふせむら）についても述べる。

## 歴史
- 1889年（明治22年）4月1日 - 町村制の施行により、布施五明村・布施高田村の区域をもって布施村が発足。
- 1914年（大正3年）4月21日 - 布施村が町制施行・改称して篠ノ井町となる。
- 1928年（昭和3年）4月1日 - 栄村と合併し、改めて篠ノ井町が発足。
- 1947年（昭和22年）10月12日 - 昭和天皇の戦後巡幸。天皇がリンゴ農家を視察[1]。
- 1950年（昭和25年）7月1日 - 東福寺村・川柳村と合併し、改めて篠ノ井町が発足。
- 1951年（昭和26年）10月1日 - 東福寺の一部（道島・筏道下区）を埴科郡松代町に編入。
- 1954年（昭和29年）7月1日 - 共和村と合併し、改めて篠ノ井町が発足。
- 1955年（昭和30年）4月1日 - 信里村を編入。
- 1957年（昭和32年）4月1日 - 小松原の一部を川中島町から分割編入。[要検証 – ノート]
- 1957年（昭和32年）8月1日 - 埴科郡松代町の一部（杵淵および西寺尾のうち川西地区）を編入。
- 1959年（昭和34年）5月1日 - 塩崎村と合併して篠ノ井市が発足。同日篠ノ井町廃止。

## 交通

### 鉄道路線
- 日本国有鉄道
  - 信越本線（現・しなの鉄道線）
  - 篠ノ井線
    - 篠ノ井駅